# Thinstation
Thinstation è un'implementazione Linux gratuita e open source di un sistema operativo thin client. Richiede solo hardware PC x86 standard a 32 bit e può essere avviato direttamente dalla rete tramite PXE o Etherboot da un server TFTP o da dispositivi locali come dischi rigidi, unità CompactFlash, chiavi USB e CD / DVD. Il requisito minimo è una CPU e una RAM di classe i686 dipendenti dall'uso previsto, in genere 64-256 MB.
Thinstation è un sistema autonomo, che non richiede alcuna modifica del server finché il server accetta connessioni client remote. Questo è vero per:
- Microsoft Windows Server (2000, 2003, 2008, 2008 R2, 2012, 2012 R2) utilizzando RDP tramite rdesktop e FreeRDP.
- Versioni di Microsoft Windows XP / Vista / 7/8/10 per accesso singolo utente (desktop remoto).
- Server Citrix che utilizzano ICA
- Linux, server Unix che utilizzano X (XDMCP), NX (NoMachine, FreeNx, 2X, Neatx), ThinLinc (Cendio), Viewer client Open (VMware)
- SSH, Telnet e altri terminali di testo.

Anche un desktop leggero standalone è disponibile con Mozilla Firefox e alcune altre applicazioni di base come editor e file manager. Anche un web kiosk è una soluzione standard.
Un'immagine di avvio Thinstation può essere creata in due modi (in realtà solo uno con due percorsi).
È possibile scaricare l'ambiente di sviluppo con DevStation Installer, che configurerà per voi un sistema di compilazione su hardware reale o una macchina virtuale che gira su Microsoft Windows, Apple Mac o un computer Unix.
È possibile clonare l'ambiente di sviluppo su una distribuzione Linux installata di propria scelta.

## Confronto con LTSP
Thinstation è simile a Linux Terminal Server Project (LTSP) ma:
- a differenza di LTSP, Thinstation è indipendente da NFS (Network File System), sebbene possa essere supportato anche NFS.
- a differenza di LTSP, Thinstation supporta server non Linux come Microsoft Windows e Citrix.
- LTSP viene integrato con diverse distribuzioni Linux, mentre Thinstation è un progetto indipendente.

## Storia
Thinstation è nata come fork di Netstation nel maggio 2003, ospitata su SourceForge. È stato originato da Miles Roper dalla Nuova Zelanda e affiancato da Paolo Salvan (Italia) e Mike Eriksen (Danimarca). Poco dopo Trevor Batley (Australia) si è unito allo staff principale, contribuendo con TS-O-Matic ed è stato il project leader di ver. 2.3, che non si è concretizzato. Marcos Amorim (Brasile) sta dirigendo una versione futura basata su OpenEmbedded. La presente versione 5 è sviluppata principalmente da Donald A. Cupp Jr. (USA) ed è basata su Crux Linux ver. 2.7. Tobias Paepke (Germania) ha aderito allo sviluppo di ver. 5.